# Климанов, Анатолий Николаевич
Анато́лий Никола́евич Клима́нов (укр. Анатолій Миколайович Климанов; 28 или 29 октября 1949, Харьков, Украинская ССР — 2 марта 2009, Киев, Украина) — советский и украинский боксёр, проводивший поединки в период с 1962 по 1982 год и в 1992 году. По разным данным провёл на любительском ринге от 365 до 525 поединков, а на профессиональном всего один. За период своей любительской карьеры боксировал в категориях до 71 кг, до 75 кг, до 81 кг и более 81 кг, в своём единственном профессиональном поединке участвовал в категории более 91 кг.
Среди достижений Климанова на любительском ринге основными являются: 3-е место на чемпионате мира 1974 года, победа на двух чемпионатах Европы 1973 и 1975 годов и на двух чемпионатах СССР 1973 и 1978 годов, участие в XXI летних Олимпийских играх. Двенадцатикратный чемпион Украинской ССР. Заслуженный мастер спорта СССР (1975).
После окончания карьеры стал тренером, тренировал сборные Украины и Хорватии. Подготовил ряд призёров и победителей крупных международных турниров. Заслуженный тренер Украины (1999).

## Биография

### Юность и начало боксёрской карьеры
Анатолий Климанов родился 28 (по другим данным 29) октября 1949 года в Харькове и был младшим ребёнком в семье. Отец Климанова был участником Великой Отечественной войны, мать во время войны жила в эвакуации. В 1945 году в семье Климановых родился первенец — старший брат Анатолия. В то время они жили в коммунальной квартире. К моменту рождения Анатолия родители работали на Харьковском тракторном заводе. Вскоре после его рождения они разошлись. Анатолий рос с братом и матерью в тяжёлых материальных условиях.
Среднее образование получил в 80-й школе города Харьков. Летние каникулы вместе с братом проводил у своих бабушек и дедушек по отцовской и материнской линиям. Родители матери жили на территории Харьковской области, а отца — в Белгородской. Из-за этого у братьев Климановых случались конфликты со сверстниками, в Харьковской области их обзывали «москалями», а в Белгородской — «хохлами». Из-за частых конфликтов, которые в большинстве случаев заканчивались драками, Климанов принял решение заняться боксом.

Мемориальная доска на здании Малого зала бокса на стадионе ХТЗ. Текст (переведён с украинского): В этом помещении во II половине XX века ветераны Великой Отечественной войны: заслуженный тренер СССР по тяжёлой атлетике М. П. Светличный и заслуженный тренер Украины по боксу Б. К. Андреев воспитывали ведущих спортсменов страны, среди которых — двукратный олимпийский чемпион Л. Жаботинский и двукратный чемпион Европы, призёр Чемпионата мира А. Климанов

Начал тренироваться под руководством Бориса Константиновича Андреева на стадионе ХТЗ в 1961 году. Выступал за местное спортивное общество «Авангард». В 1962 году провёл свой первый боксёрский поединок, одержав в нём победу. В 1965 году выиграл чемпионат Украинской ССР среди юношей, а в 1967 году принял участие в спартакиаде школьников, которая была объединена с чемпионатом СССР среди юношей и проходила в Ленинграде. В финале боксировал против Руфата Рискиева, победив которого, стал чемпионом СССР среди юношей. По оценке журналиста Ю. И. Грота и учёного-физкультурника Н. А. Олейника, именно победой в этом турнире, Климанов впервые обратил на себя внимание боксёрской общественности.
В 1968 году Анатолий выиграл чемпионат СССР среди молодёжи и получил звание мастера спорта СССР, после чего в том же году выиграл свой первый международный турнир «Олимпийские надежды», победив четырёх боксёров из других социалистических стран (из Венгрии, ГДР, Кубы и Румынии). С 1968 года являлся капитаном сборной СССР по боксу. В 1969 году в Риге на чемпионате СССР среди молодёжи Климанов, простудившись во время турнира, поставил под угрозу возможность своего дальнейшего в нём участия. Однако жена Бориса Андреева — врач Евгения Григорьевна — смогла вылечить Анатолия, и в итоге он выиграл соревнования, став двукратным чемпионом СССР среди молодёжи.
Климанов сам признавался, что благодаря Андрееву он «был оторван от всего плохого». Послушав тренера, он перестал участвовать в уличных драках. В 12 лет Анатолий начал курить, но Андреев убедил воспитанника в пагубности этой привычки. Также тренер оказал влияние на школьную успеваемость спортсмена, объяснив тому, что учёба у него должна стоять на первом месте, а бокс на втором. В итоге Климанов окончил школу с тремя пятёрками в аттестате (по геометрии, черчению и физической культуре). За время тренировок у Андреева он трижды отчислялся из секции, однако затем вновь принимался в неё. Одно из отчислений было вызвано его опозданием на тренировку на несколько минут и должно было способствовать улучшению дисциплины.

### В сборной Советского Союза
В 1970 году Анатолий Климанов был включён в состав сборной Советского Союза по боксу и выиграл поединок в рамках матчевой встречи «СССР — США». Его соперником стал тогдашний чемпион США и Панамериканских игр Джесси Вальдес. В том же году Климанов женился на своей однокласснице Ларисе, и молодая семья переехала в Жданов. Тренер Климанова — Борис Андреев спланировал переезд своего подопечного, и лично договорился с заслуженным тренером УССР (который в будущем стал заслуженным тренером СССР) Михаилом Завьяловым, о том, что бы тот начал тренировать молодого боксёра.
После переезда в Жданов Климанов начал боксировать за ждановский клуб «Азовсталь», а с 1973 года выступал за ЦСКА. Также Климанов продолжал тренироваться вместе со сборной Советского Союза, капитаном которой он являлся, там его тренером был заслуженный тренер СССР Виктор Иванович Огуренков.
В ноябре 1970 года на чемпионате СССР в Каунасе Климанов завоевал бронзовую медаль в первом среднем весе (до 71 кг). В марте 1971 года Анатолий Климанов вновь завоевал бронзовую медаль на чемпионате СССР в Казани в первом среднем весе, а в июле того же года на спартакиаде народов СССР в Москве, боксируя во втором среднем весе (до 75 кг), повторил результат.

С Климановым мне повезло. Он рос как боксёр, а я вместе с ним как тренер. Толя ничего не воспринимал на веру. Всё должен был осмыслить сам и убедиться в пользе того или иного упражнения. Редкое трудолюбие, полная самоотдача на тренировках и в боях, железная воля, самодисциплина… И во всем чувствовалась рука его первого тренера — опытного педагога Бориса Константиновича Андреева, который дал парню хорошую школу.— Михаил Завьялов
В 1973 году сборная готовилась к участию на 20-м чемпионате Европы в Белграде. Из-за того, что в его категорию спустился олимпийский чемпион 1972 года Вячеслав Лемешев, Климанов не попал в список кандидатов. Старший тренер сборной Юрий Михайлович Радоняк посоветовал ему сбросить вес до 71 кг и выиграть все официальные спарринги, чтобы получить возможность участвовать в чемпионате. В итоге Анатолий смог уложиться в рамки весовой категории и выиграть все 6 официальных спаррингов. В рамках этого турнира Климанов провёл четыре поединка. В 1/8 финала техническим нокаутом во втором раунде он выиграл у ирландца Эдварда Хайдена, а в следующих трёх поединках — четвертьфинале против шведа Кристера Оттоссона, полуфинале против бронзового призёра XX Олимпийских игр, немца Петера Типольда и финале против польского боксёра, серебряного призёра тех же Олимпийских игр Веслава Рудковского — Климанов одержал победу по очкам со счетом 5:0.
В ноябре того же года Анатолий Климанов одержал свою первую победу на чемпионате СССР в Вильнюсе в категории до 75 кг, победив в финальном поединке Руфата Рискиева. В газете «Советский спорт» по поводу этого боя Климанова против Рискиева было написано: «Климанов был просто великолепен. Собственно он выиграл бой одной левой, которая творила чудеса». По случаю победы ждановских боксёров Виктора Харченко и Анатолия Климанова на этом турнире было организовано празднование в Донецком драматическом театре Жданова, во время которого в честь победителей выступали оперные и эстрадные артисты, акробаты и гимнасты.
В марте следующего года Климанов вновь вышел в финал чемпионата СССР, но проиграл Рискиеву и занял второе место в категории до 75 кг. Вскоре после чемпионата, 15 мая, Климанов, боксируя в категории до 75 кг, принял участие в IV матчевой встречи по боксу СССР—США, но проиграл Вонзеллу Джонсону.
В том же, 1974 году, принял участие в 1-м чемпионате мира в Гаване (Куба), который проходил с 17 по 30 августа. Из-за поражения на чемпионате СССР 1974 года Климанов был вынужден вновь боксировать в весовой категории до 71 кг. Подготовка к первому чемпионату мира проходила в Сухуми Грузинской ССР, где климатические условия были максимально приближены к гаванским. Для ещё большего приближения условий к гаванским в залах на время тренировок отключалась вентиляция, а также закрывались двери и окна. Однако подобная подготовка оказалась бессмысленной, так как в Гаване повсюду были установлены кондиционеры, которые охлаждали температуру в помещениях. В 1/16 финала Климанов победил судейским решением ямайца Ч. Бента, затем в 1/8 также по очкам одолел перуанца Л. Ламадрида, в четвертьфинальном поединке Климанов выиграл по очкам у поляка Ежи Рыбицкого (будущего победителя XXI Олимпийских игр в весовой категории до 71 кг)). В полуфинальном поединке Климанов потерпел поражение от местного боксёра Роландо Гарбея (будущего победителя этого турнира) со счётом 2:3 и завоевал бронзовую медаль на этом чемпионате.
В марте того же года Анатолий Климанов принял участие в Спартакиаде народов СССР в Ташкенте, где были разыграны медали этого турнира и чемпионата СССР. Климанов дошёл до полуфинала, но проиграл Руфату Рискиеву и получил две бронзовых медали в категории до 75 кг. Однако, несмотря на поражение Климанова на этих соревнованиях, Юрия Радоняк предложил ему представлять Советский Союз в категории до 81 кг на предстоящем чемпионате Европы. Из-за того, что для участия в этом турнире Климанов поднялся на две весовые категории, многие эксперты не считали его фаворитом этих соревнований, а самыми вероятными победителями считались немец Оттомар Захсе и поляк Януш Гортат. В рамках чемпионата Европы в Катовице (Польша), который проходил с 1 по 9 июня, Анатолий Николаевич провёл три поединка. В своём первом поединке Климанов встретился с Гортатом, которого победил со счётом 5:0, а во втором с Захсе, которого превзошёл с аналогичным счётом. В финале турнира Анатолий боксировал с болгарином Георгием Стойменовым, которого также победил единогласным судейским решением со счётом 5:0.
24 января 1976 года в рамках VIII матчевой встречи боксёров СССР и США, Анатолий Климанов, боксируя в весовой категории до 81 кг, победил Тома Джонсона. На XXI летних Олимпийских играх, которые состоялись в июле 1976 года, Климанов готовился боксировать в категории до 75 кг, но перед началом турнира был поставлен перед фактом, что он будет выступать в категории до 81 кг. Анатолий Николаевич сумел победить в первом поединке канадца Роджера Фортина, но уже в следующем поединке проиграл Леону Спинксу, который и стал победителем турнира и через два года победил Мухаммеда Али. С того же 1976 года начал принимать участие в матчевых встречах между боксёрами-тяжеловесами СССР и США, в общей сложности провёл 13 поединков, 6 из них отбоксировал в рамках тяжёлого веса (более 81 кг) и в 9 боях был признан победителем. В марте 1977 года Климанов завоевал серебряную медаль на чемпионате СССР в категории до 75 кг, проиграв в финальном поединке турнира Леониду Шапошникову.
Дважды, в 1977 и 1978 годах выигрывал чемпионат Спортивного комитета дружественных армий (СКДА) по боксу в категории до 81 кг.
В феврале — марте 1978 года Анатолий Климанов принимал участие в чемпионате СССР в Тбилиси в рамках полутяжёлого веса (до 81 кг). В финале он победил местного боксёра, чемпиона Европы 1977 Давида Квачадзе и стал двукратным чемпионом СССР по боксу. После победы на чемпионате СССР 1978 года Климанов планировал участвовать в чемпионате мира 1978 года в Белграде. Однако по решению тренерского совета вместо Климанова на турнир от Советского Союза отправился более молодой Николай Ерофеев. В итоге Ерофеев занял третье место на этом чемпионате мира, а победителем турнира стал кубинец Сиксото Сория, который за год до чемпионата мира проиграл Климанову на чемпионате СКДА.

### После сборной
До 1979 года продолжал оставаться капитаном сборной СССР по боксу, до 1980 года являлся её членом, но после победы на чемпионате СССР 1978 года Климанов больше не участвовал в крупных международных соревнованиях. Продолжал выступать за ЦСКА, с 1979 по 1985 годы Анатолий Николаевич служил на должности начальника физической подготовки одного из полков, дислоцировавшихся на территории Восточной Германии. В 1982 году выиграл последние свои соревнования, победив на чемпионате Вооружённых Сил СССР в тяжёлом (по другим данным в полутяжёлом весе).

### После окончания любительской карьеры
По разным данным в 1971 или 1973 году окончил Харьковский педагогический институт (по другим данным является выпускником Киевского государственного института физической культуры). После демобилизации из Вооружённых сил СССР занялся тренерской деятельностью. Некоторое время работал тренером сборной Украины, а затем в 1989 году начал работать во Всесоюзной ассоциации бокса, где занимался подготовкой боксёров-профессионалов. Некоторое время был судьей, имел лицензию судьи международной категории, однако из-за нежелания «подсуживать кому-то» завершил судейскую карьеру вскоре после её начала.
29 августа 1992 года в Луцке Анатолий Климанов провёл свой единственный поединок на профессиональном ринге против будущего претендента на титул чемпиона мира по версии WBO в первом тяжёлом весе (до 90 кг) Валерия Выхоря (10-4, 5 KO). Поединок проходил в рамках тяжёлого веса (более 91 кг) и продлился все запланированные четыре раунда, завершившись ничьей.
В 1993 году тренировал сборную Хорватии (по другим данным Югославии) по боксу. С 1994 года и вплоть до смерти Климанов работал в спортивном обществе «Гарт». В 1995 году занялся подготовкой боксёров Киевской ассоциации профессионального бокса и кикбоксинга TIKO, некоторое время трудился в Школе высшего спортивного мастерства.
Среди боксёров, подготовленных Климановым, были: бронзовый призёр чемпионата СССР по боксу 1989 в весовой категории более 91 кг Сергей Кравченко, чемпион мира среди юниоров 1998 в весовой категории до 71 кг Сергей Костенко, чемпионка мира среди женщин Алёна Твердохлеб, чемпион Европы среди профессионалов Владимир Вырчес, серебряная призёрша чемпионата мира среди женщин 2004, победительница (2004) и бронзовая призёрша (2003) чемпионата Европы среди женщин Татьяна Лебедева и О. Нечаев. Помимо того, в 1991 году во время чемпионата Вооруженных сил СССР по боксу был одним из секундантов Виталия Кличко, который занял 3-е место в супер-тяжёлом весе (более 91 кг).
25 января 1997 года был боковым судьёй на двух профессиональных поединках — «Виктор Выхорь — Фил Грегори» за титул чемпиона в первом тяжёлом весе по версии PABA и «Роман Бабаев — Стефан Скриггинс» за титул чемпиона в полусреднем весе по версии PABA.

### Смерть и похороны
Анатолий Николаевич Климанов скончался 2 марта 2009 года в Киеве вследствие инсульта на шестидесятом году жизни. Свои соболезнования выразили Национальная лига профессионального бокса Украины и промоутерская компания «K2 East Promotions». Церемонии прощания и отпевания состоялись 4 марта. Был похоронен в тот же день на киевском Совском кладбище.

## Анализ карьеры
Самой комфортной весовой категорией для Климанова был второй средний вес (до 75 кг), но на крупных международных турнирах он выступал в других весовых категориях (на чемпионатах Европы 1973 года и мира 1974 — в первом среднем весе (до 71 кг), а на чемпионате Европы 1975 года и на Олимпийских играх 1976 года в полутяжёлом весе (до 81 кг). В связи с этим, некоторые эксперты в области бокса, тренер Климанова Михаил Завьялов и сам Анатолий Николаевич пытались ответить на вопрос «Так состоялся Климанов как боксёр или нет?». Автор книги «Большой ринг республики» Дэви Аркадьев приходит к выводу, что Климанову не дали в полной мере раскрыть свой потенциал, в то же время Михаил Завьялов, отмечая спортивные заслуги и победы своего подопечного, давал понять, что Климанов все же смог состояться как боксер, при этом не реализовав свой спортивный потенциал в полной мере.

О себе говорить трудно, но все же чувствую, что мог выиграть и Олимпиаду, и чемпионат мира. Жаль, что на этих соревнованиях мне ни разу так и не удалось выступить в своем оптимальном втором среднем весе. К тому же обидно, что слишком рано меня оставили за бортом сборной…— Анатолий Климанов

## Количество проведённых поединков
Статистические данные относительно любительской карьеры Анатолия Климанова разнятся:
- в книге Д. А. Аркадьева «Большой ринг республики», вышедшей в 1986 году, говорится, что на счету А. Климанова 365 проведённых поединков (выиграно 343 боя), из которых 99 боёв (92 победы) имели статус международной встречи[6];
- в книге «Бокс. Энциклопедия», составленной Н. Н. Тараториным и вышедшей в 1998 году, говорится, что Климанов провёл 403 поединка (выиграл 385 боёв), из которых 35 боёв (30 побед) имели статус международной встречи[3]; также в другой составленной Николаем Тараториным книге «Бокс. Справочник», вышедшей в 1976 году (когда Климанов был ещё действующим боксёром), говорится, что на тот момент на счету Климанова было 234 поединка (215 побед), из которых 35 боёв (30 побед) имели статус международной встречи[47];
- в статье, написанной Ю. И. Гротом и Л. В. Климановой в «Энциклопедии современной Украины», говорится, что Климанов участвовал в 525 поединках (выиграл 513 боёв), из них 83 боя (77 побед) имели статус международной встречи[1];
- в книге М. М. Завьялова, вышедшей в 2016 году, говорится, что Анатолий провел 365 поединков, в том числе 100 боёв (93 победы) имели статус международной встречи[46].

## Награды и звания

### Победы на соревнованиях
- Чемпионат Украинской ССР по боксу среди юношей 1965 — [6].
- Чемпионат СССР по боксу среди юношей 1967 —  — до 67 кг[48].
- Спартакиада школьников 1967 —  — до 67 кг[49].
- Чемпионат СССР по боксу среди молодёжи 1968 —  — до 71 кг[50].
- Чемпионат СССР по боксу среди молодёжи 1969—  — до 71 кг[50].
- Чемпионат СССР по боксу 1970 —  — до 71 кг[16].
- Чемпионат СССР по боксу 1971 —  — до 71 кг[16].
- Спартакиада народов СССР 1971 —  — до 75 кг[51].
- Кубок СССР по боксу 1972 — [1][52];
- Чемпионат Европы по боксу 1973 —  — до 71 кг[53].
- Чемпионат СССР по боксу 1973 —  — до 75 кг[18].
- Чемпионат СССР по боксу 1974 —  — до 75 кг[18].
- Чемпионат мира по боксу 1974 —  — до 71 кг[54].
- Кубок СССР по боксу 1974 — [1][52];
- Спартакиада народов СССР 1975 —  — до 75 кг[15].
- Чемпионат СССР по боксу 1975 —  — до 75 кг[18].
- Чемпионат Европы по боксу 1975 —  — до 81 кг[55].
- Чемпионат СССР по боксу 1977 —  — до 75 кг[18].
- Чемпионат СКДА по боксу 1977 —  — до 81 кг[30].
- Чемпионат СССР по боксу 1978 —  — до 81 кг[26].
- Чемпионат СКДА по боксу 1978 —  — до 81 кг[30].
- Кубок СССР по боксу 1979 — [1][52];
- Чемпионат Вооружённых сил СССР по боксу 1982 —  — (до 81 кг[6] или) более 81 кг[34][17]

### Спортивные звания
- Мастер спорта СССР (1968)[6];
- Мастер спорта СССР международного класса (1973)[1];
- Заслуженный мастер спорта СССР (1975)[3];
- Выдающийся боксёр СССР[56];
- Заслуженный тренер Украины (1999)[1].